# Nephrotoma excelsior
Nephrotoma excelsior is een tweevleugelige uit de familie langpootmuggen (Tipulidae). De soort komt voor in het Nearctisch gebied.